# Брус ле Шато
Брус ле Шато (фр. Brousse-le-Château) насеље је и општина у јужној Француској у региону Миди Пирене, у департману Аверон која припада префектури Мијо.
По подацима из 2011. године у општини је живело 149 становника, а густина насељености је износила 9,59 становника/km². Општина се простире на површини од 15,54 km². Налази се на средњој надморској висини од 229 метара (максималној 665 m, а минималној 220 m).

## Демографија
| 1962. | 1968. | 1975. | 1982. | 1990. | 1999. | 2011. |
| ----- | ----- | ----- | ----- | ----- | ----- | ----- |
| 226   | 268   | 219   | 225   | 203   | 163   | 149   |

График промене броја становника у току последњих година